# Tölö tvärled
Tölö tvärled är en lokalväg i Kungsbacka vilken kopplar samman Varlavägen och Söderåleden. Dess viktigaste komponent utgörs av en bro över Västkustbanan. Syftet med byggandet av vägen var delvis att försöka styra trafik utanför stadskärnan, men också att ersätta järnvägskorsningen vid Kungsbacka station som har drabbats av flera dödsolyckor.
Tvärleden öppnades för trafik den 28 juli 2008, med att kommunstyrelsens ordförande, Per Ödman klippte bandet. Innan dess hade man hållit Tölö brolopp över hela vägen.
Bygget kostade kommunen cirka 110 miljoner varav Banverket bidrog med 20 miljoner.